# 陶山定人
陶山 定人（すやま さだと、1926年9月3日 - 2009年8月7日）は、日本の彫刻家。広島県福山市出身。日本芸術院会員澤田政廣に師事し、日本彫塑会展・日展などで多数の賞を受賞、日展評議員・参与、日本彫刻会運営委員、福山大学人間文化学部客員教授。神奈川県相模原市で活動し、神奈川県と出身地である広島県には数多くの彫刻が設置されている。

## 年表
- 1926年(大正15年)9月3日　広島県芦品郡新市町（現在の広島県福山市）に生まれる。
- 1940年(昭和15年)3月　高等実業学校卒業。
- 1942年(昭和17年)11月　上京し日本芸術員会員澤田政廣に入門。
- 1948年(昭和23年)10月　第4回日展に「ぶどう」を出品、初入選。
- 1964年(昭和39年)4月　日本彫塑会展で奨励賞受賞。日本彫塑会会員となる。
- 1965年(昭和40年)4月　日本彫塑会展で会員努力賞受賞。
- 1966年(昭和41年)7月　日本彫塑会運営委員となる。
- 1974年(昭和49年)　美術研究のため、東南アジア各地を研修旅行。
- 1975年(昭和50年)10月　第7回日展に「若き日」を出品、特選受賞。
- 1976年(昭和51年)10月　第8回日展に「爽」を出品、特選受賞。日展無鑑査となる。
- 1977年(昭和52年)　日展委嘱となる。
- 1978年(昭和53年)4月　第9回日本彫塑会展審査員となる。
- 1982年(昭和57年)10月　第14回日展審査員となる。
- 1983年(昭和58年)10月　日展会員となる。
- 1984年(昭和59年)7月　社団法人日本彫刻会実行委員となる。
- 1986年(昭和61年)4月　社団法人日本彫刻会運営委員となる。
- 1987年(昭和62年)　東南アジア各地を研修旅行。
- 1987年(昭和62年)　第17回日本彫刻会展審査員となる。
- 1991年(平成3年)　相模原芸術家協会を結成、運営委員長に就任。
- 1991年(平成3年)　オーストラリア・ブリスベン研修旅行。
- 1998年(平成10年)　相模原芸術家協会会長に就任。
- 1999年(平成11年)　日展評議員となる。
- 1999年(平成11年)　相模原市民文化彰を受賞。
- 2009年(平成21年)8月7日　死去。

## 著作
『陶山定人彫刻作品集』芸林社、2000年